# Thea LaFond
Thea Noeliva LaFond (ur. 5 kwietnia 1994 w Roseau) – dominicka lekkoatletka specjalizująca się w skoku wzwyż, skoku w dal i trójskoku. Mistrzyni olimpijska w trójskoku z 2024 roku.

## Kariera sportowa
Bez awansu do finałów startowała na mistrzostwach świata juniorów młodszych (2011) i juniorów (2012). Srebrna medalistka czempionatu Ameryki Środkowej i Karaibów juniorów w trójskoku (2012). Rok później zdobyła brąz w skoku wzwyż na mistrzostwach panamerykańskich juniorów. W 2015 była 13. w skoku wzwyż i 12. w trójskoku na igrzyskach panamerykańskich. W tym samym roku zajęła dwukrotnie 6. miejsce podczas czempionatu NACAC.
W 2016 reprezentowała Dominikę na igrzyskach olimpijskich w Rio de Janeiro, podczas których zajęła 37. miejsce w eliminacjach trójskoku i nie awansowała do finału. Również na mistrzostwach świata w 2017 w Londynie odpadła w eliminacjach trójskoku. Zdobyła brązowy medal w tej konkurencji na igrzyskach Wspólnoty Narodów w 2018 w Gold Coast. Zajęła 8. miejsce w trójskoku na igrzyskach panamerykańskich w 2019 w Limie, 12. miejsce na igrzyskach olimpijskich w 2020 w Tokio, 4. miejsce na halowych mistrzostwach świata w 2022 w Belgradzie i 5. miejsce na mistrzostwach świata w 2022 w Eugene. Na igrzyskach Wspólnoty Narodów w 2022 w Birmingham zdobyła w tej konkurencji srebrny medal. W 2023 roku otrzymała pierwszy w karierze medal igrzysk panamerykańskich. Halowa mistrzyni świata (2024).
W 2024 roku została mistrzynią olimpijską w trójskoku, ustanawiając wynikiem 15,02 m rekord kraju. Jest to pierwszy w historii medal olimpijski dla Dominiki.
Stawała na podium CARIFTA Games.

## Osiągnięcia
| Rok  | Impreza                                     | Miejsce        | Konkurencja | Pozycja           | Wynik  |
| ---- | ------------------------------------------- | -------------- | ----------- | ----------------- | ------ |
| 2011 | Mistrzostwa świata juniorów młodszych       | Lille          | skok wzwyż  | el. – 30. miejsce | 1,62   |
| 2011 | Mistrzostwa świata juniorów młodszych       | Lille          | trójskok    | el. – 25. miejsce | 12,15  |
| 2012 | Mistrzostwa Ameryki Śr. i Karaibów juniorów | San Salvador   | trójskok    | 2. miejsce        | 12,94  |
| 2012 | Mistrzostwa świata juniorów                 | Barcelona      | trójskok    | el. – 19. miejsce | 12,66  |
| 2013 | Mistrzostwa panamerykańskie juniorów        | Medellín       | skok wzwyż  | 3. miejsce        | 1,76   |
| 2013 | Mistrzostwa panamerykańskie juniorów        | Medellín       | trójskok    | 7. miejsce        | 12,57  |
| 2014 | Igrzyska Wspólnoty Narodów                  | Glasgow        | skok wzwyż  | –                 | NM     |
| 2014 | Igrzyska Wspólnoty Narodów                  | Glasgow        | trójskok    | 11. miejsce       | 12,64  |
| 2015 | Igrzyska panamerykańskie                    | Toronto        | skok wzwyż  | 13. miejsce       | 1,80   |
| 2015 | Igrzyska panamerykańskie                    | Toronto        | trójskok    | 12. miejsce       | 13,35  |
| 2015 | Mistrzostwa NACAC                           | San José       | skok wzwyż  | 6. miejsce        | 1,76   |
| 2015 | Mistrzostwa NACAC                           | San José       | trójskok    | 6. miejsce        | 13,60w |
| 2016 | Igrzyska olimpijskie                        | Rio de Janeiro | trójskok    | el. – 37. miejsce | 12,82  |
| 2017 | Mistrzostwa świata                          | Londyn         | trójskok    | el. – 19. miejsce | 13,82  |
| 2018 | Halowe mistrzostwa świata                   | Birmingham     | trójskok    | 17. miejsce       | 13,68  |
| 2018 | Igrzyska Wspólnoty Narodów                  | Gold Coast     | trójskok    | 3. miejsce        | 13,92  |
| 2018 | Igrzyska Ameryki Środkowej i Karaibów       | Barranquilla   | trójskok    | 11. miejsce       | 13,02w |
| 2018 | Mistrzostwa NACAC                           | Toronto        | trójskok    | 3. miejsce        | 13,74  |
| 2019 | Igrzyska panamerykańskie                    | Lima           | trójskok    | 8. miejsce        | 13,70  |
| 2019 | Mistrzostwa świata                          | Doha           | trójskok    | el. –             | DNS    |
| 2021 | Igrzyska olimpijskie                        | Tokio          | trójskok    | 12. miejsce       | 12,57  |
| 2022 | Halowe mistrzostwa świata                   | Belgrad        | trójskok    | 4. miejsce        | 14,53  |
| 2022 | Mistrzostwa świata                          | Eugene         | trójskok    | 5. miejsce        | 14,56  |
| 2022 | Igrzyska Wspólnoty Narodów                  | Birmingham     | trójskok    | 2. miejsce        | 14,39  |
| 2022 | Mistrzostwa NACAC                           | Freeport       | trójskok    | 1. miejsce        | 14,49  |
| 2023 | Igrzyska Ameryki Środkowej i Karaibów       | San Salvador   | trójskok    | 4. miejsce        | 14,42  |
| 2023 | Mistrzostwa świata                          | Budapeszt      | trójskok    | 5. miejsce        | 14,90  |
| 2023 | Igrzyska panamerykańskie                    | Santiago       | trójskok    | 3. miejsce        | 14,25  |
| 2024 | Halowe mistrzostwa świata                   | Glasgow        | trójskok    | 1. miejsce        | 15,01  |
| 2024 | Igrzyska olimpijskie                        | Paryż          | trójskok    | 1. miejsce        | 15,02  |
| 2025 | Halowe mistrzostwa świata                   | Nankin         | trójskok    | 4. miejsce        | 14,18  |

## Rekordy życiowe
- Skok wzwyż (stadion) – 1,85 (2015) rekord Dominiki
- Skok wzwyż (hala) – 1,85 (2014) rekord Dominiki
- Skok w dal (stadion) – 6,64 (2022) rekord Dominiki
- Skok w dal (hala) – 6,45 (2022) rekord Dominiki
- Trójskok (stadion) – 15,02 (2024) rekord Dominiki
- Trójskok (hala) – 15,01 (2024) rekord Dominiki, 8. wynik w historii światowej lekkoatletyki